# Andala Camana
Andala Camana av Matamba, död 1833, var kung av Matamba mellan 1810 och 1833.
Han var son till Kamana av Jinga.
Efter hans död annekterades kungariket Matamba av portugiserna och inkorporerades i portugisiska Angola. 